# Mikladalur
Mikladalur es un pequeño pueblo de Kalsoy, Islas Feroe, Dinamarca. Tenía una población de 34 habitantes en 2011 y administrativamente pertenece al municipio de Klaksvík.
Su nombre significa "gran valle", debido a su localización en un valle de origen glaciar en la costa nororiental de la isla. Las actividades agrícolas han sido la principal ocupación de sus pobladores desde tiempos remotos. Al igual que los demás pueblos de Kalsoy, durante la mayor parte de su historia la única vía de acceso fue por vía marina, pero en la década de 1980 quedó comunicado con Trøllanes, al norte y con Húsar, al sur, gracias a un sistema de cinco túneles.
Desde 1908 hasta 2009, el pueblo fue la capital del municipio de Mikladalur, que incluía además al pueblo de Trøllanes. En 2009 el municipio desapareció al integrarse sus dos poblados en el municipio de Klaksvík, el más importante de la región.

## Personas célebres
- Hans Hansen (1920-1970). Pintor.